# Douglas Cordeiro
 Douglas David Alves Cordeiro  (Recife, 15 de janeiro de 1979) é um ex- voleibolista indoor brasileiro , que atuava na posição de Central trajetória profissional em clubes nacionais, e serviu a Seleção Brasileira de Voleibol desde a categorias de base, e participando da medalha de ouro no Campeonato Sul-Americano Juvenil de 1998, premiado nesta edição como o Melhor Bloqueador. Serviu a Seleção Brasileira Militar na conquista do título da Copa Pan-Americana de 2011 no Canadá, além da medalha de ouro nos Jogos Mundiais Militares no mesmo ano no Brasil.Entre seus títulos internacionais de relevância em clubes estão: o ouro no Campeonato Sul-Americano de Clubes de 1999, este na Colômbia, o bronze na edição do ano de 2009 no Brasil e repetiu o ouro em  2012 no Chile e no mesmo ano foi medalhista de prata Campeonato Mundial de Clubes no Qatar, mais tarde obteve a inédita medalha de ouro na edição do ano de 2013 no Brasil, a de ouro na edição de 2014 no Brasil e a de prata em 2015 na Argentina.

## Carreira
Douglas viveu parte de sua infância entre Recife e Fernando de Noronha, onde respectivamente reside sua mãe e seu pai Domício Cordeiro. E na ilha de Fernando de Noronha deu seus primeiros passos no vôlei no ano de 1992, incentivado com propulsão do esporte após a  seleção brasileira ter conquistado o primeiro ouro olímpico da modalidade e dos esportes coletivos do país, aliado ao primeiro título da  Liga Mundial, então a figura do professor de educação física na escola que estudou na ilha, o saudoso Chico, aficionado pelo voleibol e suas aulas eram sempre voltadas para este esporte, e seguindo as orientações deste professor deixou ilha em busca do seu sonho de atleta e para residir em sua terra natal  visando concluir o ensino médio.
No ano de 1994 chegou em Recife e logo procurou o professor de educação física do Colégio Contato, apelidado de Gugu. Aos 15 anos de idade empenhou-se mais no voleibol em clubes e colégios por onde passava, seu primeiro clube foi o Sport Club do Recife, por onde disputou  alguns campeonatos estaduais e regionais do Nordeste, e tanto os técnicos Gugu e Murilo Amazonas representaram muito no início de sua trajetória como atleta, permanecendo até 1997.
No ano de 1996 foi convocado para Seleção Pernambucana para disputar a edição do Campeonato Brasileiro de Seleções, primeira divisão, grupo três, na categoria juvenil, competição realizada em Maceió, e sagrou-se campeão desta edição.Ainda em 1996 foi convocado pela primeira vez para Seleção Brasileira, para os treinamentos na categoria infanto-juvenil.Inspirou-se no estilo de jogar do  ex-voleibolista  Max que era central e depois desempenhou a função de oposto.
Recebeu novamente convocação para as categorias de base da Seleção Brasileira, para disputar  o  Campeonato Mundial Infanto-Juvenil de 1997 na Índia, finalizando na quinta colocação. Douglas seguiu sua carreira mesmo sofrendo discriminação por seu oriundo da Região Nordeste e o amofinavam muito por causa do seu sotaque. Passou a jogar no Fluminense/Oceânica Seguros por onde disputou sua primeira edição da Superliga Brasileira A, correspondente a jornada esportiva 1997-98, e nesta edição a equipe ocupou na décima primeira colocação.
Voltou a servir as categorias de base da Seleção Brasileira e representando o país na edição do Campeonato Sul-Americano Juvenil de 1998,sediado em Santiago, no Chile, finalizando com a conquista da medalha de ouro, além disso destacou-se com o Melhor Bloqueador de toda competição.O clube Try On/MRV/Minas o contratou e neste permaneceu seis temporadas consecutivas, diga-se de passagem numa trajetória vitoriosa.
Iniciou sua atuação pelo Try On/MRV/Minas nas competições do período de 1998-99, sagrando-se campeão do Campeonato Mineiro de 1998 e medalhista de ouro no Campeonato Sul-Americano de Clubes de 1999 realizado em Cali, na Colômbia e finalizou a temporada na nona colocação na correspondente Superliga Brasileira Aregistrou cento e dez pontos, destes noventa provenientes de ataques, dezenove em bloqueios e apenas um de saque
Douglas serviu a Seleção Brasileira, nas categorias de base, de 1996 a 1999. Em sua segunda temporada consecutiva pelo Telemig Celular/Minas, sagrou-se bicampeão no Campeonato Mineiro de 1999 e conquistou seu primeiro título na Superliga Brasileira A 1999-00, efetuando setenta e cinco pontos, cinquenta e um de ataques, 19 de bloqueios e cinco de saques.
Permaneceu por mais uma jornada neste clube mineiro, sagrando-se tricampeão do Campeonato Mineiro em 2000 e obteve o bicampeonato na Superliga Brasileira A 2000-01, edição na qual marcou 154 pontos, destes 115 de ataques, 36 de bloqueios e 3 de saques.
Tornou tetracampeão consecutivamente pelo Telemig Celular Minas na edição do Campeonato Mineiro de 2001 e coroando a temporada alcança o tricampeonato na Superliga Brasileira A 2001-02, apenas marcou 32 pontos, sendo 24 de ataques, 5 de bloqueios e 3 de saques.
Na quinta temporada consecutiva pelo Telemig Celular/Minas conquistou seu pentacampeonato na edição do Campeonato Mineiro de 2002, mas atuando por este clube só alcançou a quinta posição na Superliga Brasileira A 2002-03, escapando a chance do tetracampeonato consecutivo nacional, registrando cento e vinte e sete pontos, noventa e quatro de ataques, vinte e três de bloqueios e dez de saques.
Douglas disputou sua última temporada pelo Telemig Celular/Minas, fato ocorrido no período esportivo 2003-04 conquistou o sexto título consecutivo na edição do Campeonato Mineiro de 2003 e finalizou na Superliga 2003-04 com o bronze"/>, marcando 85 pontos, destes 64 foram de ataques, 16 de bloqueios e 5 de saques.
Em 2004 mudou-se para Novo Hamburgo para atuar pela equipe do On Line/Herval; contribuindo para este clube conquistar o título do Campeonato Gaúcho de 2004, assim como o título da Liga Nacional neste mesmo ano.Ainda em 2004 foi vice-campeão da Supercopa Mercosul e finalizou a temporada com o bronze na Superliga Brasileira A 2004-05, e fez 166 pontos, destes 113 foram de ataques, 35 de bloqueios e 18 de saques.
Continuou atuando pelo On Line/São Leopoldo, este mudou a alcunha em virtude da sede transferir-se para a cidade de São Leopoldo; e conquistou o segundo título consecutivo no Campeonato Gaúcho de 2005, e no mesmo ano campeão da Copa Mercosul, vice-campeão do Grand Prix Brasil de Vôlei e na edição da Superliga Brasileira A 2005-06, finalizando na sexta colocação, mas esteve  com boas colocações entre os melhores bloqueadores e pontuadores da competição, sendo o sétimo entre os melhores bloqueadores, e foi o décimo entre os maiores pontuadores registrou 348 pontos, sendo 241 ataques, 83 de bloqueios e 24 de saques.
Seguindo sua trajetória profissional passou a residir em São Bernardo do Campo, pois, havia sido contratado pelo Santander/Banespa, e por este conquistou o segundo lugar no Campeonato Paulista de 2006 e ao disputar a Superliga Brasileira A 2006-07 ,terminou no quinto lugar, sendo o sexto Melhor Bloqueador da competição.
Na temporada 2007-08 defendeu a Ulbra/Suzano/Uptime sob o comando do técnico Percy Oncken, participando da conquista do título do Campeonato Paulista de 2007, além dos títulos do Campeonato Gaúcho,  dos  Jogos Abertos do Interior de São Paulo  e dos Jogos Regionais de São Paulo, todos no mesmo ano.Atuou por este clube na Superliga Brasileira A 2007-08, quando mais uma vez encerrou a competição nacional com o bronze da competição e figurou nas estatísticas nos fundamentos  ataque, bloqueio e saque, sendo o quinto Melhor Bloqueador e o oitavo entre os maiores sacadores, ocupando também a décima posição entre os maiores pontuadores, nesta edição registrou 400 pontos, destes foram 285 de ataques, 78 de bloqueios e 24 de saques.
Retornou ao voleibol mineiro, desta vez pelo Sada/Betim  sob o comando do técnico Talmo Oliveira, defendendo-o no Campeonato Mineiro de  2008, edição na qual sagrando-se o heptacampeão; neste mesmo ano conquistouo título da Copa Bento e disputou a edição do Campeonato Mundial Interclubes, competição ainda sem chancela da FIVB, ocasião que avançou as semifinais mas terminaram na quarta posição.
Pelo Sada/Betim disputou Superliga Brasileira A 2008-09, mais uma vez vestindo a camisa#4 chegou as semifinais, porém, conquistaram o bronze ao final da competição, sendo uma importante medalha para o clube.
No ano de 2009  o Grupo Sada fez parceria com o Cruzeiro EC, passando a chamar Sada Cruzeiro e neste ano defendeu o Sada Cruzeiro na conquista da medalha de bronze no Campeonato Sul-Americano de Clubes, sediado em Florianópolis, no Brasil, também conquistou neste ano o vice-campeonato no torneio  Desafio  Globo Minas.Ainda em 2009 obteve o título da Copa Santa Catarina de forma invicta, alcançou o bronze no Campeonato Mineiro de 2009, mais uma vez  o representa na Superliga Brasileira A 2009-10 conquistou a terceira colocação, sendo o terceiro Melhor Bloqueador da edição.
Em sua terceira temporada pelo Sada Cruzeiro conquistando pela oitava vez o título do Campeonato Mineiro em 2010 e o título do Torneio Internacional UC Irvine nos Estados Unidos e chegou a final da Superliga Brasileira A 2010-11, ficando com o vice-campeonato e ocupando a sétima posição entre os maiores pontuadores de toda edição, sendo o sétimo entre os maiores pontuadores com 394 pontos, destes 309 de ataques, 57 de bloqueios e 28 de saques.
No ano de 2011 foi convocado  para Seleção Brasileira Militar para disputar a Copa Pan-Americana, em Gatineau, no Canadá e sagrou-se campeão; e por este selecionado foi medalhista de ouro nos Jogos Mundiais Militares de 2011, cuja sede foi no Rio de Janeiro, Brasil. Renovou com o Sada Cruzeiro Vôlei para temporada 2011-12 e ainda em 2011 conquista o bicampeonato do Torneio Internacional UC Irvine e sagrou-se eneacampeão do Campeonato Mineiro em 2011, coroando a temporada alcançou o título inédito para o clube da da Superliga Brasileira A 2011-12 e finalizou na trigésima posição entre os maiores pontuadores, com 215 pontos marcados, destes 167 foram de ataques, 30 de bloqueios e 18 de saques.
Recebeu o  título de Cidadão Noronhense em 2012, homenagem concedida pelo Conselho Distrital. Douglas declarou que há muito tempo não tem expectativa  de integrar a seleção principal por achar que o atual técnico nunca gostou de seu estilo de jogo, além de preferir central com estatura superior a dois metros. Douglas é  casado com Sílvia  com a qual tem os filhos: Rodrigo e o Rafael.
Na temporada 2012-13 atua novamente pelo Sada Cruzeiro Vôlei e torna-se decacampeão do Campeonato Mineiro em 2012; também disputou neste ano a edição do  Campeonato Sul-Americano de Clubes em Linares (Chile), ocasião que foi medalhista de ouro e contribuiu para qualificação, pela primeira para seu clube, para o Campeonato Mundial de Clubes de 2012 no Qatar e no referido Mundial de Clubes, vestiu a camisa#4 do Sada Cruzeiro, conquistando a medalha de prata, sendo o décimo segundo entre os melhores bloqueadores e o décimo primeiro entre os maiores pontuadores.
Na Superliga Brasileira A 2012-13, conquistando o vice-campeonato, figurou nas estatísticas como vigésimo sétimo entre os maiores pontuadores, realizando 225 pontos, sendo 175 de ataques, 32 de bloqueios e 15 de saques.
Pelo Sada Cruzeiro disputou mais uma edição do Campeonato Mundial de Clubes, desta vez no ano de 2013, cuja sede foi Betim,vestiu a camisa#4  e figurou  entre os melhores por fundamentos  na competição e jogando em casa garantem a medalha de ouro inédita para o voleibol masculino mineiro e do Brasil foi o vigésimo terceiro entre os maiores pontuadores, com 34 pontos, 25 de ataques, 5 de bloqueios e 1 de saque, ocupou a vigésima sexta colocação entre os melhores bloqueadores, e trigésimo quinto entre os melhores sacadores, foi também o quinquagésimo sétimo entre os melhores defensores.
Ainda em 2013 conquista seu décimo primeiro título do Campeonato Mineiro, e por este clube disputou a Superliga Brasileira A 2013-14 sagrando-se campeão nesta edição.
Douglas ainda disputou em 2014 a edição da Copa Brasil na cidade de Maringá-PR, ocasião do primeiro título do clube e qualificação para o Campeonato Sul-Americano de Clubes no mesmo ano.Também competiu por este clube no referido Campeonato Sul-Americano de Clubes de 2014, realizado em Belo Horizonte, Brasil, conquistando a medalha de ouro e a qualificação para o Campeonato Mundial de Clubes no mesmo ano.
No mencionado Campeonato Mundial de Clubes de 2014, integrou o elenco do Sada Cruzeiro  que disputou esta edição em Belo Horizonte, vestindo a camisa#4 , mas finalizou na quarta colocação, nesta edição mesmo atuando como veterano foi o trigésimo quarto maior pontuador com 21 pontos, destes 14 forma de taques, 5 de bloqueios e 2 de saques,vigésimo quinto entre os melhores bloqueadores, vigésimo terceiro entre os melhores sacadores,e foi sexagésimo oitavo entre os melhores defensores.
Renovou por mais uma temporada com o Sada Cruzeiro,  conquistando o décimo segundo título do Campeonato Mineiro em 2014, neste mesmo ano sagrou-se tricampeão do Torneio Internacional UC Irvine, conquistou o bronze na Copa Brasil 2015.
Pelo Sada Cruzeiro disputou a edição do Campeonato Sul-Americano de Clubes em 2015, este sediado em San Juan, na Argentina, ocasião que conquistou a medalha de prata e disputou sua última edição de Superliga Brasileira A, correspondente a temporada 2014-15.
Foi homenageado pelo clube em 7 de março de 2015, recebendo  uma placa comemorativa com uma camisa#200 emoldurada, correspondente a duzentas partidas pelo Sada Cruzeiro em edições da Superliga Brasileira A, das mãos de sua esposa Sylvia e dos filhos Rodrigo e Rafael.Ele figurava nesta edição como quinto atleta entre os maiores pontuadores em toda história da competição com 3.418 pontos, destes 2.533 foram de ataques, 649 bloqueios e 236 de saques,  realizou 315 partidas pelo clube em torneios regionais, nacionais e internacionais, foi único Central a está entre os maiores pontuadores da história da Superliga Brasileira A, ocupando a nona posição.Seu último título pelo Sada Cruzeiro foi o da Superliga Brasileira A 2014-15, representando seu hexacampeonato nacional, listado como octogésimo primeiro entre os pontuadores da edição com 81 pontos, sendo 64 de ataques, 12 de bloqueios e 5 de saques.
Comunicou ao final dessa última temporada a saída do clube, aos 36 anos cogitando aposentadoria.Ele é graduado em Administração, Negócios e Marketing pela Pontifícia Universidade Católica de Minas Gerais, no período de 2014-2018 e é Sócio-Proprietário da Distribuidora Noronhense de Bebidas LTDA.Foi um dos escolhidos para conduzir a Tocha Olímpica da edição dos Jogos Olímpicos de 2016 no Rio de Janeiro, que passará em Fernando de Noronha  e lá a conduzirá.

## Títulos e resultados
- Campeonato Mundial de Clubes:2014 [78]
- World Challenge Cup: 2008[39]
- Supercopa Mercosul:2004[2]
- Copa Mercosul:2005[2]
- Torneio Internacional UC Irvine: 2010 [2], 2011[2],2014[85]
- Grand Prix Brasil de Voleibol: 2005 [2]
- Copa Brasil de Voleibol Masculino Copa Brasil:2014[74]
- Copa Brasil de Voleibol Masculino Copa Brasil:2015[86]
- Superliga Brasileira-Série A: 1999-00[10], 2000-01[10], 2001-02[10],2011-12[2], 2013-14[72],2014-15[92]
- Superliga Brasileira-Série A: 2010-11[2] , 2012-13[2]
- Superliga Brasileira-Série A: 2003-04[10], 2004-05[10], 2007-08[10], 2008-09[41], 2009-10[2]
- Liga Nacional:2004[2]
- Campeonato Mineiro: 1998[2] , 1999[2], 2000[2], 2001[2] ,2002[2], 2003[2], 2008[36], 2010[2],  2011[2], 2012[2], 2013[70],2014[84]
- Campeonato Mineiro:2009[2]
- Campeonato Gaúcho: 2004[2], 2005[2] , 2008[2][30]
- Campeonato Paulista:2007[2][29]
- Campeonato Paulista:2006[25]
- Jogos Regionais de São Paulo:2008[2][30]
- Jogos Abertos de São Paulo:2008[2][30]
- Copa Bento:2008[37]
- Copa Santa Catarina:2009[48]
- Desafio Globo Minas:2009[46]
- Campeonato Brasileiro de Seleções Infanto-Juvenil (1ª Divisão- Grupo 3):1996[8]

## Premiações individuais
- 7º Maior Pontuador da Superliga Brasileira A 2010-11[2][53]
- 3º Melhor Bloqueador  da Superliga Brasileira A 2010-11[50]
- 5º Melhor Bloqueador da Superliga Brasileira A 2007-08[2]
- 8º Melhor Sacador da Superliga Brasileira A 2007-08[2]
- 8º Maior Pontuador da Superliga Brasileira A 2007-08[2]
- 6º Melhor Bloqueador da Superliga Brasileira A 2006-07[2][28]
- 7º Melhor Bloqueador da Superliga Brasileira A 2005-06[2][28]
- 10º Maior Pontuador da Superliga Brasileira A 2005-06[2]
- Melhor Bloqueador do Campeonato Sul-Americano Juvenil de 1998[2]